# Lingua woleaiana
La lingua woleaiana è una lingua micronesiana parlata negli Stati Federati di Micronesia.

## Distribuzione geografica
Secondo l'edizione 2009 di Ethnologue, la lingua è parlata in Micronesia da 1.630 persone sull'isola Woleai e altre isole dello stato federato di Yap.

## Dialetti e lingue derivate
Il woleaiano è diviso in due dialetti: woleaiano proprio e lamotrek.

## Fonologia
Il woleaiano ha un alfabeto con consonanti e vocali.
Secondo l'ortografia di Sohn (1975) ha queste particolarità,
| consonanto orali breve   | b [ɸʷ]   | p  | f  | t  | s  | l       | sh [ʃ]  | r       | g [x]  |
| Geminazione consonantica | bb [pːʷ] | pp | ff | tt | ss | nn [nː] | ch [tʃ] | ch [tʃ] | k [kː] |
| consonanti nasali        | mw [mʷ]  | m  |    | n  |    |         |         |         | ng [ŋ] |
| semivocali               | w        |    |    |    |    | y [j]   |         |         |        |

| i | iu [y]  | u       |
| e | eo [øː] | o       |
|   | a       | oa [ɑː] |

## Sistema di scrittura

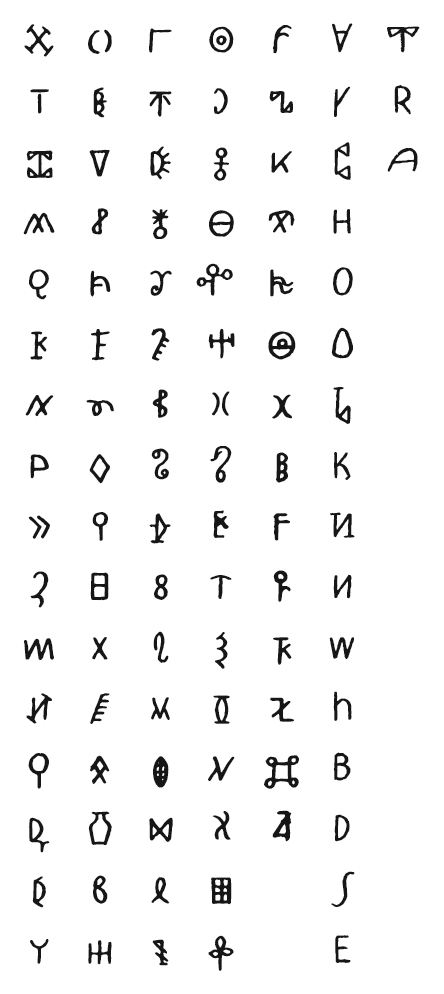
Alfabeto woleaiano

Per la scrittura viene utilizzato l'alfabeto latino.